# Hildebert Posvojeni
Hildebert Posvojeni (latinsko Childebertvs Adoptivvs) ali Hildebert III. je bil od leta 656 do 661  kralj Avstrazije, * okoli 650, † 18. oktober 662.

## Družina
Hildebert je bil sin dvornega majordoma Grimoalda Starejšega in vnuk Pipina Landenskega, katerega sta posvojila kralj Sigibert III. in kraljica Himnehilda.

## Življenje
Ko je kralj Sigibert III. leta 656 umrl, je Grimoald Sigibertovega biološkega sina Dagoberta II. tonzuriral in  poslal v irski samostan in za avstrazijskega kralja  je razglasil  svojega sina Hildeberta.
Grimoalda, Hildeberta in Ansegisela, zeta Pipina Landenskega, je odstavil in premagal nevstrijski kralj Klodvik II. in jih usmrtil. V virih sta opisani dve različici Hildebertove smrti. Prva pravi, da sta ga ujela Klodvik ali njegov majordom Erhinoald in ga leta 657 usmrtila. Druga pravi, da je Klotar III. leta 661 priključil Avstrazijo, odstavil mladega uzurpatorja in ga naslednje leto usmrtil. 